# 怪奇大作戦 セカンドファイル
『怪奇大作戦 セカンドファイル』（かいきだいさくせん セカンドファイル）は、NHK・円谷プロダクション製作のテレビドラマ。1968年の『怪奇大作戦』のリメイク作品である。
NHKデジタル衛星ハイビジョンで2007年4月2日から4月16日まで毎週月曜日22:00 - 22:45に放映。全3話。BS2でも同年4月30日から5月2日および12月25日から12月28日深夜に旧作セレクション14本とともに放映。その後も度々再放送されている。

## 概要
高度化する科学犯罪や原因不明の怪事件に対処すべく作られた半官半民のスペシャルチーム・SRI＝Science Research Institute（特殊科学捜査研究所）の活躍を描く。基本設定や登場人物などの固有名詞はオリジナルである1968年版の『怪奇大作戦』に準じており、SRI本部には旧作のサブタイトルが書かれたファイルが置かれているが、旧作との関係性は明示されていない。旧作ではSRIの日本語の名称は「科学捜査研究所」であったが、後に同名の機関が現実に設立されたため、本作品では「特殊」の2文字が追加された。また、旧作ではクレジット序列上の主人公は三沢であったが、『セカンドファイル』では牧に変更されており、各キャラクターの個性づけもやや異なる。
監督は、清水崇、中田秀夫ら国際的に活躍するJホラーの旗手に加え、実相寺昭雄の愛弟子である北浦嗣巳が担当。本来第2話は実相寺昭雄自身によって演出される予定だったが、制作準備中に実相寺が逝去したため、当初プロデューサーとして参加していた北浦がこれを引き継いだ。メインタイトルの題字は実相寺によるものである。
オープニングテーマは冬木透、劇中音楽はTAK-MI（斎藤高広、仁見哲）による新作だが、メインタイトルには旧作のタイトル曲を電子楽器で演奏したものが使われ、旧エンディング・テーマソング「恐怖の町」のアレンジ曲もSRIの行動テーマとして使用されている。また旧作タイトル曲のメロディはgirls on the runが歌うエンディング「リアル」の前奏と後奏にも登場する。
出演者のうち、町田大蔵役の寺田農は、『怪奇事件特捜チームS・R・I 嗤う火だるま男』（BSフジ、2004年9月25日放映）においても、山本所長役で出演している。

## キャスト

### レギュラー
- 牧史郎：西島秀俊
- 三沢京助：田中直樹（ココリコ）
- 野村洋：青山草太
- 小川さおり：美波
- 的矢忠：岸部一徳
- 町田大蔵：寺田農

### ゲスト

#### 第1話
- 斉藤綾香：筒井真理子
- 斉藤美智：寉岡萌希
- 小栗沙希：ちすん
- 西田明：大田康太郎
- 遠山裕司：滝直希
- 遠山裕司の娘：櫻井詩月
- 間伏涼子：網師野純
- 間伏涼子の父：野村信次
- 小栗しょうた：佐藤涼平
- 佐伯祐一：ペ・ジョンミョン
- 施設職員：尾上博美
- 林田麻里
- 山田キヌヲ
- 戸田比呂子
- 某国工作員：リチャード・アレン
- 石森則和
- クリス・メイ
- 松下太亮
- 松本美貴
- 大田裕次郎

#### 第2話
- 平岡：清水綋治
- 旅館静正の女将：原知佐子
- 喫茶店店主：堀内正美
- 牧史郎の父：田中哲司
- 平岡光子：春名風花
- 牧史郎（幼少期）：宮本尚征
- 大家由祐子
- 吉行由実
- 山野海
- 警官：所博昭
- 葉山：中嶋修
- 小川はるみ
- 警官：江藤大我
- 梅田佳声

#### 第3話
- 黒崎楓：木村多江
- 河野菜月：天川美穂
- 榛名誠：眞島秀和
- 榛名誠の父：高橋長英
- 秋吉教授：中丸新将

## スタッフ
- シリーズ構成・題字：実相寺昭雄
- 音楽：冬木透、TAK-MI（斎藤高広、仁見哲）
- CG：鹿角剛司、水石徹
- 科学考証：村上雅人
- 司法考証：吉野正己（第1話）
- 医事考証：斎藤博久（第3話）
- 技斗：二家本辰巳
- スタント&アクション：アーバンアクターズ
- 監修：円谷一夫、大岡新一
- プロデューサー：米村宏
- 制作統括：菅山明美、西村崇、安原裕人
- 制作進行：今西健太
- 制作：NHKエンタープライズ
- 製作著作：NHK、円谷プロダクション

## 放映日程
※放映日はBShiのもの。
| 放映日    | 話数 | サブタイトル | 脚本              | 演出     |
| --------- | ---- | ------------ | ----------------- | -------- |
| 2007/4/2  | 1    | ゼウスの銃爪 | 中野貴雄          | 清水崇   |
| 2007/4/9  | 2    | 昭和幻燈小路 | 実相寺昭雄 玉城悟 | 北浦嗣巳 |
| 2007/4/16 | 3    | 人喰い樹     | 小林雄次          | 中田秀夫 |

## 再放送
2012年2月4日に第1話と第3話が、2月11日には第2話がBSプレミアムでそれぞれ放映された。
NHK総合テレビでも2012年7月7日から7月21日まで毎週土曜日深夜に放映した。
NHK BSプレミアムで2013年10月3日から毎週金曜日00:05-0:45に放送。